# Camilla Nilsson
Camilla Nilsson, född 3 augusti 1967 i Östersund, Sverige är en svensk tidigare alpin skidåkare.
Den 4 januari 1987 vann hon en världscupdeltävling i slalom i Maribor i Slovenien i dåvarande Jugoslavien. Hon tog därmed den första svenska segern på damsidan i en världscupdeltävling i alpin skidåkning.
Nilsson har även tagit en andra och en tredje plats i världscupen. Ibörjan av säsongen 1987/1988 slutade hon på andra plats vid en deltävling i Leukerbad med Ida Ladstätter före sig i mål, och under den tidiga delen av säsongen 1988/1989 slutade hon trea på tredje plats vid en deltävling i Schladming efter Vreni Schneider och Blanca Fernández Ochoa.
Under olympiska vinterspelen 1988 i Calgary låg hon tvåa efter slalomens första åk, bara en hundradel bakom ledande Vreni Schneider. Nilsson körde emellertid ur i andra åket. Under samma spel deltog hon även i storslalom. I hennes sista världscupdeltävling, i mars 1990 i Åre, slutade hon på nionde plats.

## Meriter
| Datum          | Ort     | Land        | Disciplin |
| -------------- | ------- | ----------- | --------- |
| 4 januari 1987 | Maribor | Jugoslavien | Slalom    |